# Hexathele kohua
Hexathele kohua är en spindelart som beskrevs av Forster 1968. Hexathele kohua ingår i släktet Hexathele och familjen Hexathelidae. Inga underarter finns listade i Catalogue of Life.